# ساحة بون سيكورس الصحية
ساحة بون سيكورس الصحية (بالإنجليزية: Bon Secours Wellness Arena)‏ (سابقًا مركز بي إل أو؛ والمعروفة أيضًا باسم ذا ويل) هي ساحة متعددة الأغراض في غرينفيل، كارولاينا الجنوبية، الولايات المتحدة. تخدم الساحة كمقر لفريق غرينفيل سوامب رابيتس التابع لدوري إيست هوليود للرجبي.